# Dienis Cygurow
Dienis Giennadjewicz Cygurow, ros. Денис Геннадьевич Цыгуров (ur. 26 lutego 1971 w Czelabińsku, zm. 10 stycznia 2015 w Czelabińsku) – rosyjski hokeista. Trener hokejowy.
Jego ojciec Giennadij (ur. 1942) został trenerem hokejowym. Jego brat Dmitrij (ur. 1967) był hokeistą i został trenerem, a syn Albiert (ur. 1997 w Los Angeles) także uprawia hokej.

## Kariera zawodnicza
- Traktor Czelabińsk (1988-1991)
  -  Mietałłurg Czelabińsk (1988-1989)
- Łada Togliatti (1991-1993)
- Buffalo Sabres (1993)
- Rochester Americans (1993-1994)
- Łada Togliatti (1994)
- Buffalo Sabres (1994)
- Los Angeles Kings (1994-1996)
- Phoenix Roadrunners (1995-1996)
- Łada Togliatti (1996)
- HC Slezan Opava (1996-1997)
- HC Energie Karlowe Wary (1997)
- Long Beach Ice Dogs (1997)
- Kärpät (1997-1998)
- Łada Togliatti (1998-1999)
- KKH 100% Hortex Katowice (1999)
- CSK WWS Samara (1999)
- Nieftiechimik Niżniekamsk (1999-2000)
- Awangard Omsk (2000-2001)
- CSKA Moskwa (2001/02, nie grał)

Wychowanek klubu Traktor Czelabińsk. Później występował w Ładzie Togliatti. W tym czasie w drafcie NHL z 1993 został wybrany przez Buffalo Sabres. Od 1993 do 1996 przebywał w USA i grał w ligach NHL, AHL i IHL. Po powrocie do Europy występował głównie w zespołach rosyjskich, a ponadto w ligach: czeskiej, fińskiej i epizodycznie w polskiej (w barwach KKH Katowice występował w lidze polskiej edycji 1998/1999).

## Kariera trenerska
- Kristałł Saratów (2004), asystent trenera
- MWD Twer (2004-2005), asystent trenera
- Traktor Czelabińsk (2005-2007), asystent trenera
- Nieftiechimik Niżniekamsk (2007-2008), asystent trenera
- Kristałł Saratów (2008-2010), asystent trenera
- Łada Togliatti (2011-2012), asystent trenera

## Sukcesy
Klubowe
- Srebrny medal mistrzostw Rosji: z 1993, 1995 z Ładą Togliatti, 2001 z Awangardem Omsk
- Mistrzostwo 1. ligi czeskiej: 1997 z Karlowymi Warami

Indywidualne
- Liga rosyjska 1992/1993:
  - Pierwsze miejsce w klasyfikacji kanadyjskiej wśród obrońców: 22 punkty (8 goli i 14 asyst)
  - Skład gwiazd ligi